# ياسر المسيليم
ياسر عبد الله ناصر المسيليم (27 فبراير 1984)، حارس مرمى يلعب حالياً في نادي جدة ولعب سابقاً في النادي الأهلي السعودي ومنتخب السعودية لكرة القدم سابقا.

## مسيرته
وُلِدَ في مدينة الأحساء، وانتقل للـنادي الأهلي قادمًا من نادي هجر بالأحساء في صيف 2002 م ولعب معهم حتى عام 2023 وحقق مع الأهلي العديد من البطولات و وقع مع نادي جدة في عام 2024.

## مسيرته الدولية
شارك لأول مرة مع منتخب السعودية في 15 مارس 2006 في المباراة الودية التي انتهت بالتعادل الإيجابي 2-2 أمام المنتخب العراقي ، وشارك بـكأس آسيا لأول مرة في 11 يوليو 2007 في المباراة التي انتهت بالتعادل الإيجابي 1-1 أمام المنتخب الكوري الجنوبي. ومع ذلك، أجبرته الإصابات اللاحقة على استبعاده من المنتخب السعودي في البطولات الكبرى مثل كأس آسيا 2011 و2015، حيث خسر مركز الحراسة لصالح وليد عبد الله.
في يونيو عام 2018، تم اختيار المسيليم وضمه إلى التشكيلة النهائية للمنتخب السعودي والمُشاركة بمونديال كأس العالم 2018 في روسيا.

## حياته الشخصية
ياسر متزوج، ولديه إبن يُسمى عمار، وإبنتان هما إيلاف وسلاف. صرح ياسر بأنه يحب قضاء معظم وقته على وسائل التواصل الاجتماعي مثل إنستغرام وسناب شات.

## بطولات اللاعب وإنجازاته

### الأهلي
- كأس السوبر السعودي: 2016
- دوري المحترفين السعودي: 2016
- كأس خادم الحرمين الشريفين: 2011 ، 2012 ، 2016
- كأس ولي العهد السعودي: 2007 - 2015
- كأس الأمير فيصل بن فهد: 2007
- كأس الخليج للأندية: 2008
- بطولة الجزيرة الدولية: 2013.
- دوري الدرجة الأولى السعودي: 2023.

### بطولات أخرى
- الدوري السعودي الممتاز لدرجة الشباب 2002/03.

### منتخب السعودية
- دورة سنغافورة الآسيوية الدولية: 2007.
- كأس آسيا: 2007 - المركز الثاني.
- كأس الخليج العربي: 2009 - المركز الثاني.
- المشاركة في نهائيات كأس العالم 2018.

### إنجازات فردية
- أفضل لاعب واعد في كأس آسيا 2007.
- أفضل حارس في دوري المحترفين السعودي 2015–16.
- القفاز الذهبي لأفضل حارس في أوسكار الدوريات الخليجية لموسم 2015/16.
- الكرة الذهبية ونجم الموسم في النادي الأهلي موسم 2016/17.

## الإحصائيات

### النادي
| الأهلي  | الأهلي    | الأهلي     |
| العام   | المباريات | شباك نظيفة |
| ------- | --------- | ---------- |
| 2004–05 | 5         | 1          |
| 2005–06 | 21        | 7          |
| 2006–07 | 36        | 14         |
| 2007–08 | 28        | 6          |
| 2008–09 | 19        | 12         |
| 2009–10 | 19        | 7          |
| 2010–11 | 28        | 6          |
| 2011–12 | 29        | 13         |
| 2012–13 | 20        | 6          |
| 2013–14 | 1         | 0          |
| 2014–15 | 2         | 0          |
| 2015–16 | 31        | 13         |
| 2016–17 | 31        | 11         |
| 2017–18 | 10        | 4          |
| 2018–19 | 8         | 3          |
| 2019–20 | 23        | 4          |
| 2020–21 | 4         | 2          |
| 2021–22 | 4         | 1          |
| 2022–23 | 3         | 1          |
| المجموع | 324       | 111        |

### الدولية
إعتباراً من 2 مارس 2023..
| السعودية | السعودية  | السعودية   |
| العام    | المباريات | شباك نظيفة |
| -------- | --------- | ---------- |
| 2006     | 3         | 0          |
| 2007     | 14        | 5          |
| 2008     | 1         | 0          |
| 2009     | 1         | 0          |
| 2010     | 0         | 0          |
| 2011     | 0         | 0          |
| 2012     | 2         | 0          |
| 2013     | 0         | 0          |
| 2014     | 0         | 0          |
| 2015     | 0         | 0          |
| 2016     | 5         | 3          |
| 2017     | 4         | 3          |
| 2018     | 3         | 1          |
| المجموع  | 33        | 12         |

## روابط خارجية
- ياسر المسيليم على موقع الاتحاد الدولي (مؤرشف)  (الإنجليزية)
- ياسر المسيليم على موقع قاعدة بيانات كرة القدم.إي يو (الإنجليزية)
- ياسر المسيليم على موقع ناشيونال فوتبول تيمز (الإنجليزية)
- ياسر المسيليم على موقع Soccerway.com (الإنجليزية)